# Нехемкин, Арье
Арье (Арик) Нехемкин (ивр. אריה (אריק) נחמקין‎; 2 ноября 1925, Нахалаль — 24 ноября 2021, там же) — израильский общественный и государственный деятель. Активист мошавного движения, депутат кнессета от блока «Маарах», министр сельского хозяйства Израиля (1984—1988).

## Биография
Родился и вырос в мошаве Нахалаль. Был членом еврейской боевой организации «Хагана», а после провозглашения Государства Израиль сражался в рядах Армии обороны Израиля. Как офицер АОИ принимал участие в потоплении «Альталены», а также в операции «Дани», в ходе которой потерял глаз в бою за деревню Деир-Тариф. Ушёл в отставку в звании подполковника.
После начала прибытия в Израиль массовой алии Нехемкин вызвался добровольцем для участия в абсорбции новых репатриантов. В рамках деятельности по интеграции репатриантов прожил два года в мошаве Брош в Северном Негеве. В дальнейшем играл заметную роль в руководстве мошавного движения, был координатором его хозяйственного управления и 11 лет занимал пост секретаря движения.
В 1981 году был избран в кнессет 10-го созыва от блока «Маарах». В кнессете входил в финансовую комиссию и в комиссию по внутренним делам и охране окружающей среды. По собственным словам Нехемкина, именно в рамках этой комиссии он принёс наибольшую пользу. В 1984 году снова был избран в кнессет и был назначен министром сельского хозяйства в правительстве национального единства под руководством Шимона Переса и Ицхака Шамира. Возглавлял министерство до декабря 1988 года.
На выборах 1988 года не сумел попасть в кнессет и завершил политическую карьеру. Продолжал активно участвовать в общественной жизни Изреельской долины, возглавлял «парламент долины». Пережил жену, Сару, в браке с которой родились трое детей. Скончался у себя дома в Нахалале в ноябре 2021 года в возрасте 96 лет и был похоронен на кладбище Нахалаля.